# Bigum Skov
Bigum Skov är en skog i Viborgs kommun i Danmark.   Den ligger i Region Mittjylland, i den centrala delen av landet, 200 km nordväst om Köpenhamn.